# Participativní demokracie
Participativní demokracie (také účastnická demokracie nebo aktivní demokracie) je typ demokracie, který se – na rozdíl od čistě zastupitelské demokracie – snaží o maximální zapojení občanů do politického a veřejného života společnosti. Jedná se o politickou praxi, jejímž klíčovým cílem je široká účast voličů na fungování politického systému. Věří tomu, že lidé mají právo vyjadřovat se k veřejným věcem a určovat směr dalšího vývoje po celou dobu volebního období, nikoliv jen aktem volby. Usiluje o návrat k původnímu významu slova demokracie (řecky demos = lid, Kratos = vláda).
Cílem participativní demokracie je vytvořit takové procesy, které zásadně rozšíří rozhodovací a poradní pravomoci občanů bez přímého mandátu získaného ve volbách. Protože k uvědomělému rozhodování je nezbytný dostatek informací, součástí této praxe je i zajištění jejich přenosu směrem k veřejnosti.
Řada teoretiků tvrdí, že pouze široký zájem občanské společnosti, nevládních a neziskových organizací o veřejné věci může zajistit vznik skutečně funkční demokracie.
Z českých politických stran a hnutí jsou největšími zastánci participativní demokracie Česká pirátská strana, Svoboda a přímá demokracie, Svobodní či Strana zelených.

## Varianty participativní demokracie
- Anticipační demokracie
- Konsenzuální demokracie
- Deliberativní demokracie
- Demarchie
- Přímá demokracie
- Demokracie zdola
- Sociokracie

## Lisabonská smlouva
Participativní demokracie je obsažena v Lisabonské smlouvě, která patří k základním dokumentům definujícím Evropskou unii. Smlouva podtrhuje význam konzultací a také dialogu se sdruženími, občanskou společností, sociálními partnery, církvemi a nekonfesijními organizacemi.